# Скритий острів
Скри́тий острів (рос. Скрытый остров) — невеликий острів у Східно-Сибірському морі, є частиною островів Анжу в складі Новосибірських островів. Територіально належить до Республіки Саха, Росія.
Острів розташований біля північного берега острова Земля Бунге, в Дорогоцінній губі. Має видовжену з північного заходу на південний схід форму.
Низовинний, максимальна висота сягає всього 7 м. Кілька протоками розділений на дрібніші ділянки суходолу. У потовщеннях цих проток утворюються внутрішні озера. Ця річкова мережа утворює болотисту місцевість. Окрім крайнього північного заходу, острів обмежений мілинами.
| Росія | Це незавершена стаття з географії Росії. Ви можете допомогти проєкту, виправивши або дописавши її. |